# Matthias Plarre
Matthias Plarre, né le 27 février 1992 à Schmölln, est un coureur cycliste allemand.

## Biographie
Matthias Plarre naît le 27 février 1992 à Schmölln en Allemagne.
Après avoir couru pour LKT Brandenburg de 2011 à 2013, il entre dans l'équipe Leopard Development en 2014.

## Palmarès
- 2008[1]
  - 2e du championnat d'Allemagne de poursuite par équipes cadets
- 2010
  - 4e étape du Rothaus Regio-Tour
  - 2e du Rothaus Regio-Tour
- 2013
  - Tour du Sachsenring
  - 3e de l'Erzgebirgsrundfahrt
- 2014
  - 9e du championnat d'Europe du contre-la-montre espoirs